# Рисњак
Рисњак је кршевита планина у Хрватској. Налази се североситочно од Ријеке, у Горском котару и представља његов највиши део. Познатији врхови на Рисњаку су: Велики Рисњак висине 1.528 метара, Северни Мали Рисњак висок 1.434 m и Јужни Мали Рисњак 1.448 m. Смештај се може наћи у планинарском дому “Др. Јосип Шлозер Клековски” (капацитета 55 лежаја). Планина Рисњак је заштићена и налази се у склопу Националног парка Рисњак. Налази се на географским координатама